# Джон Дір
Джон Дір (англ. John Deere; 7 лютого 1804, Ратленд, штат Вермонт, США — 17 травня 1886, Молін, Іллінойс, США) — американський коваль і промисловець, винахідник сталевого плуга, засновник компанії Deere & Company — одного з найбільших розробників та виробників сільськогосподарської техніки у світі.

## Молоді роки
Джон Дір народився у місті Ратленд, штат Вермонт у сім'ї Вільяма Рінольда Діра, кравця за фахом. Вільям Дір пропав безвісти дорогою до Англії у 1808 році, де збирався отримати спадок. Джон Дір провів дитинство в Міддлбері (штат Вермонт), де здобував базову освіту в місцевій школі, поки не полишив навчання. Без будь-якої спадщини і з мізерною освітою у 1821 році мати влаштувала його учнем коваля. Упродовж 4-х років він служив підмайстром у коваля Бенжаміна Лоренса.
Оженився з Демаріус Ламб (англ. Demarius Lamb) і до 1835 року у них уже було четверо дітей та очікували п'яту дитину. Бізнес йшов погано, у Діра з'явилися проблеми з кредиторами. Під загрозою банкрутства, Дір продав свій бізнес тестю й вирушив до Іллінойсу. У Міддлбері він залишив свою сім'ю, яка повинна була приєднатись до нього згодом.

## Сталевий плуг
Дір оселився в місті Гранд-Детурі (штат Іллінойс). Позаяк в окру́зі не було ковалів, він легко знайшов роботу. Ще бувши в Ратленді, Дір допомагав батькові в ательє, де заточував і полірував кравецькі голки, пропускаючи їх через пісок. Полірування голок давало можливість з меншими зусиллями прошивати ними товсту шкіру чи тканину.
Дір дізнався, що чавунні плуги погано орють на важких ґрунтах прерій Іллінойсу та згадав про голки. Він зробив припущення, що плуг з добре полірованої сталі з правильно виконаним відвалом (самоочисний плуг) краще справиться з обробкою землі в умовах прерій, особливо на глинястих ґрунтах
Є й інша версія, яка пояснює, що надихнуло Діра на винахід сталевого плуга. Так, деякі дослідники вважають, що він згадав, як сталева зубчаста борона проходить через сіно й ґрунт, та зрозумів, що такого ж ефекту може досягти і сталевий плуг.

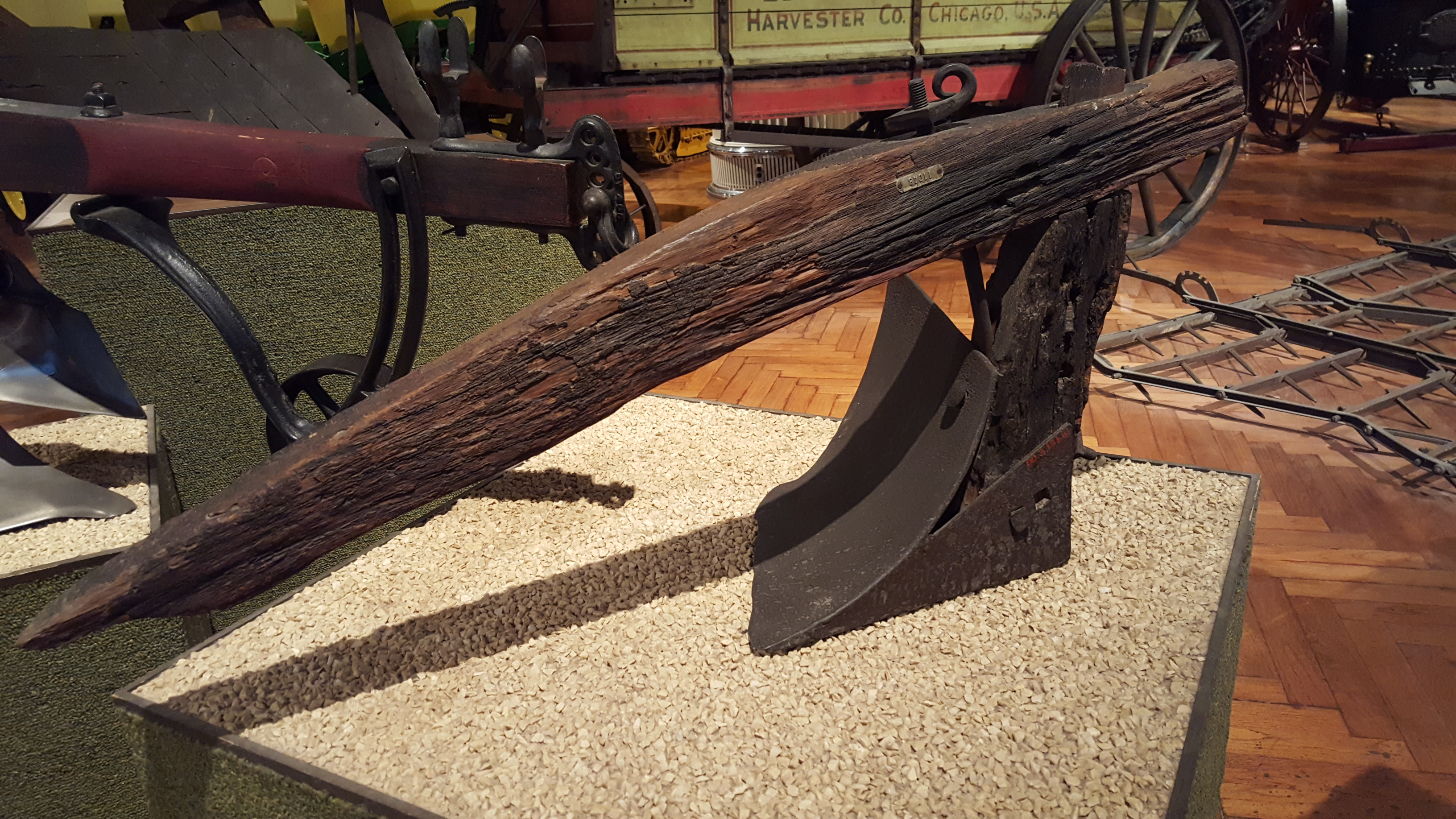
Одна з перших конструкцій плуга, зразка 1845 року в експозиції «Музею Генрі форда»

У 1837 році Дір розробив конструкцію свого першого комерційно успішного плуга з ливарної сталі. Плуг мав раму з кованого заліза, що робило його ідеальним для грубих ґрунтів середнього заходу. Така конструкція плуга працювала краще від традиційних для того часу технічних рішень. На початку 1838 року Дір завершив виготовлення свого першого сталевого плуга й продав його місцевому фермеру Льюїсу Крандалу, який швидко поширив слух про успішне використання плуга Діра. Незабаром два його сусіди замовили плуг у Діра. Впевнений у тому, що твердо стає на ноги, перевіз сім'ю до себе у Гранд Детор того ж року.
До 1841 року Дір уже випускав 75-100 плугів щорічно.
У 1843 році Дір взяв у партнери Леонарда Андруса, щоб наростити обсяги виробництва відповідно до зростаючого попиту. Однак це партнерство стало напруженим через їх взаємну впертість: Дір хотів продавати плуги за межами Гранд Детора, тоді як Андрус пропонував будувати залізницю через місто. Окрім того, Дір не довіряв звітності Андруса. 1848 року Дір розірвав угоду з Андрусом і перебрався до Моліна у тому ж штаті. Місто розташовувалось на річці Міссісіпі, що робило його хорошим транспортним вузлом. У 1852-му Джон Дір викуповує частки своїх партнерів після незгоди щодо якості продукції. Під час конфлікту зі своїм партнером, який заявив, що клієнти купуватимуть все, що вони вироблятимуть, Дір відповів: «Вони не повинні купувати все, що ми виготовляємо, бо хтось інший виготовить продукцію кращу, ніж наша, і ми втратимо свою торгівлю». До 1855 року фабрика Діра продала понад 10000 плугів.
З самого початку Дір наполягав на виробництві високоякісного обладнання. Одного разу він сказав: «Я ніколи не поставлю своє ім'я на виробі, у якому немає того кращого, що є в мені»
.
У 1858 році під час національної фінансової кризи бізнес починає занепадати. Спроби уникнути банкрутства призводять до зміни власника та перестановок у керівному апараті компанії. Джон Дір залишається президентом, але кермо влади переходить до 21-річного Чарльза Діра, який буде очолювати компанію протягом наступних 49 років.
У 1864 році Джон Дір отримує перший патент на форми для відливання сталевих плугів. Наступний патент буде отримано невдовзі після цього, третій — у 1865 році, четвертий — у 1867 році.
Проіснувавши 31 рік у формі товариства та індивідуального підприємництва, у 1868 році концерн був офіційно зареєстрований як юридична особа під назвою «Deere & Company». Спочатку співвласників було четверо, Чарльз і Джон Діри контролювали 65 відсотків акцій.

## Останні роки життя

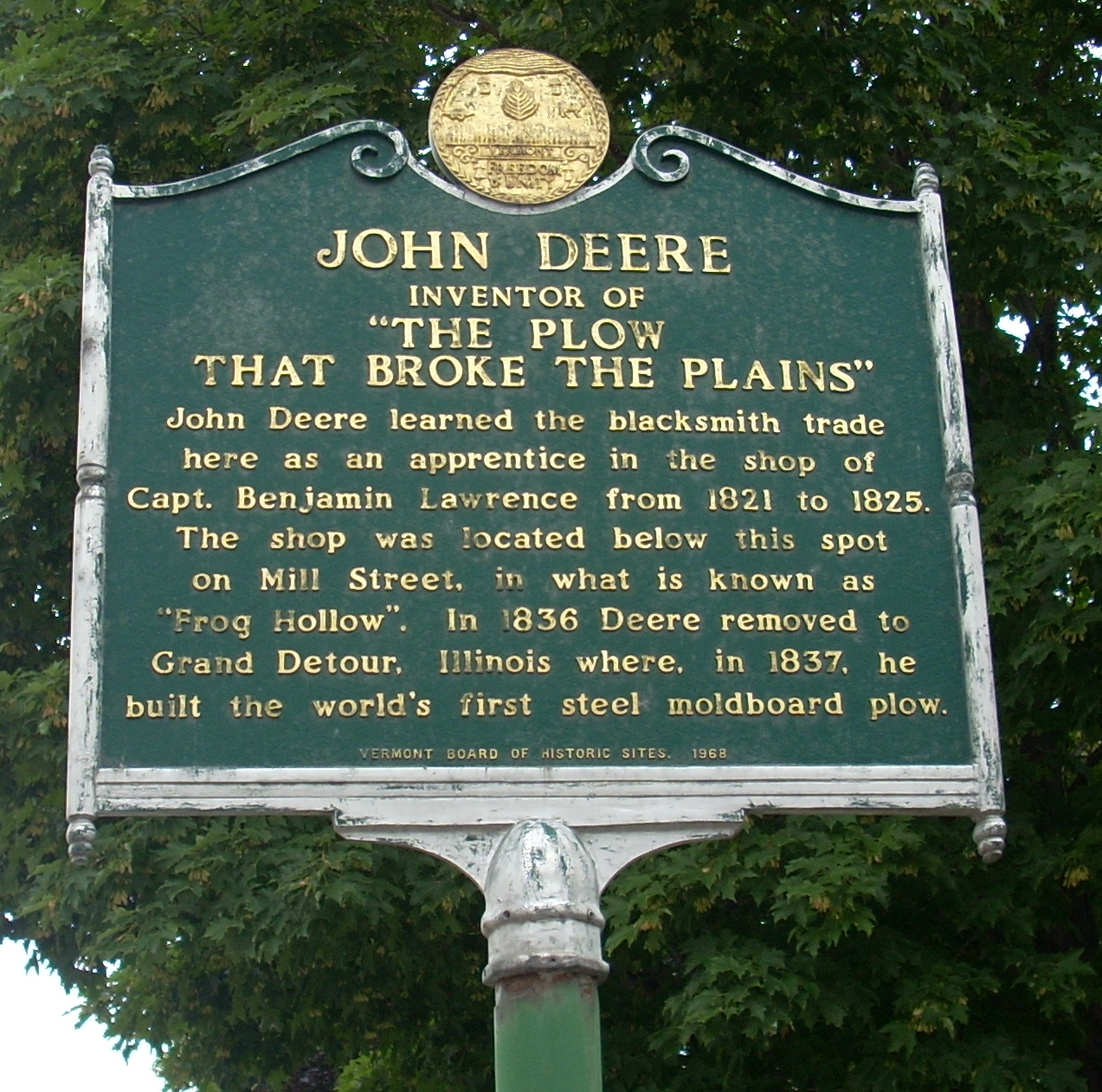
Меморіальна дошка у Вермонт поруч з будівлею, де Джон Дір навчався ковальству

Ближче до старості Джон Дір зайнявся громадською діяльністю і політикою. Він працював президентом Національного Банку Моліна, директором Безкоштовної Громадської Бібліотеки Моліна і був членом ради Першої Конгрегаційної Церкви. Дір також був обраний мером Моліна на дворічний термін. Попри провальне починання з ліцензіями на виробництво лікеру, Дір увійшов в історію міста як людина, яка дала городянам вуличне освітлення, проклала каналізацію і водогін, включаючи пожежні гідранти, поклала тротуари і викупила за $ 15000 83 акри землі для створення міського парку. Через біль у грудній клітці та дизентерію, Дір відмовився від переобрання на другий термін.
Джон Дір помер у себе дома 17 травня 1886 року.
Компанія, заснована Діром, стала світовим лідером з виробництва сучасної продукції і надання послуг, спрямованих на підтримку успіху клієнтів, чия діяльність пов'язана з землею: тих, хто займається культивацією ґрунту, вирощуванням та збиранням врожаю, меліорацією і будівництвом, забезпечуючи постійно зростаючі світові потреби в продовольстві, паливі, житлі та інфраструктурі. З 1837 року компанія «Deere & Company» виготовляє інноваційну продукцію найвищої якості, підтримуючи традиції чесного ведення бізнесу.
Журнал «The Smithsonian Magazine» обирає плуг конструкції Джона Діра як один із «101 предметів, що створили Америку». Плуг було обрано серед 137 мільйонів артефактів, що зберігаються в 19 музеях та науково-дослідних центрах Смітсонівського інституту, і занесено до списку предметів, які змінили хід історії США.